# Paul Bennewitz
Paul Frederic Bennewitz, Jr., fils de Stella A. Sharp et de Paul Frederic Bennewitz, père (qui vécut de 1900 à 1949), est né le 29 septembre 1927 et est décédé le 23 juin 2003, était un homme d’affaires américain et un enquêteur sur les OVNIS. Il fut à l’origine de théories du complot relatives aux OVNIS au cours des années 1980.

## Chronologie

### Influence du professeur Sprinkle
Le professeur Ronald Leo Sprinkle (né le 31 août 1930) est un psychologue américain, qui a étudié à l'Université du Colorado 1956, puis à l' Université du Missouri où il a obtenu son doctorat en 1961. Entre 1961 et 1964, il fut assistant à l'Université du Dakota du Nord. Il entra professeur associé puis titulaire à l'Université du Wyoming. L'objet de ses recherches concernait le conseil, l'hypnose et les aspects psychologiques liés aux OVNIS et au paranormal. Son intérêt pour les OVNIS a commencé en 1949, après qu'il fut témoin de l'évolution d'OVNIS dans le ciel . Le professeur Sprinkle fréquentait les séances d'hypnose de Myrna Hansen, c'est là qu'il rencontra Paul Bennewitz.

### Origines
En 1979, après avoir assisté aux séances d'hypnose de Myrna Hansen, qui prétendait recevoir des messages d'OVNI, il fut convaincu que les mutilations du bétail étaient dues à des extraterrestres. Ce qui l'autorisa à affirmer avoir découvert des preuves que des extraterrestres contrôlaient des êtres humains à l'aide de dispositifs électromagnétiques. Il a affirmé l'existence d'un complot impliquant un vaste réseau de bases d'ovnis lié à un système de colonisation et de contrôle extraterrestres pour subjuguer les humains. Il a également affirmé que des ovnis volaient régulièrement près de la base aérienne de Kirtland, de l'installation de stockage des armes nucléaires de Manzano et de la zone d'essai de Coyote Canyon.

### Années 1980
Dans les années 1980, Bennewitz acquit la conviction qu'il interceptait les communications électroniques d’engins spatiaux extraterrestres et d’installations à l’extérieur d’Albuquerque et pensait avoir découvert une base souterraine extraterrestre secrète près de Dulce, une ville de l'État américain du Nouveau-Mexique, située dans le comté de Rio Arriba, qu'il a nommé base de Dulce,.
En 1982, Bennewitz commença à diffuser ses idées concernant la base de Dulce à d’autres membres de la communauté des ufologues. Il fit des émules  parmi lesquelles l'ancien ingénieur, fan d'OVNIS, Phil Schneider, qui affirme avoir travaillé pour des projets gouvernementaux, et qui aurait été employé dans ce complexe. Il en a décrit en détail la structure souterraine de sept niveaux, comportant une population de 18 000 individus pratiquant des expériences sur des sujets humains.
En 1988, il écrivit un article intitulé « Project Beta » expliquant comment la base pourrait être attaquée avec succès.

## Paranoïa et manipulations
Bennewitz a détaillé ses affirmations à l'Organisation de recherche de phénomènes aériens (en), un groupe de recherche sur les ovnis créé en janvier 1952 par Jim et Coral Lorenzen, de Sturgeon Bay, dans le Wisconsin. Il fut considéré comme un illuminé paranoïaque. L'ufologue William Moore (en) affirme qu'il a tenté de pousser Bennewitz, qui s'était rendu à trois reprises dans un établissement de santé mentale après avoir souffert d'une grave paranoïa délirante, en le nourrissant de fausses informations sur des extraterrestres. L'ancien agent spécial du Bureau des enquêtes spéciales de l'US Air Force Richard Doty a affirmé qu'il avait été chargé dans les années 1980 de falsifier des documents et de fournir de fausses informations à des chercheurs sur les ovnis, notamment à Bennewitz.